# Tercera División de Bélgica
La Tercera División de Bélgica (en neerlandés: Derde klasse, en francés: Division III) era la tercera liga de fútbol más importante del país, controlada por la Real Federación Belga de Fútbol. Ahora la sustituye la División Nacional 1 de Bélgica.

## Historia
El torneo fue creado en el año 1926 con el nombre Promoción Belga y se jugaba con tres grupos, aunque entre 1931 y 1952 pasaron a ser cuatro y desde 1952 se juega con dos grupos y originalmente eran grupos de 16 equipos, hasta que en el 2009 pasaron a ser 18. En el año 1952 se adoptó el nombre de Tercera División. 
Tras la reforma de la liga del fútbol belga y la división entre el fútbol profesional y el fútbol amateur, la tercera división se disolvió al final de la temporada 2015-16. Actualmente la sustituye la División Nacional 1 de Bélgica.

## Formato
La liga estaba compuesta por dos grupos de 18 equipos cada uno, los cuales juegan todos contra todos a doble vuelta (completando 34 partidos). Seguido de ello, clasificaban 7 equipos a la ronda de play-off. El ganador de cada grupo lograba el ascenso a la Segunda División de Bélgica, mientras los equipos ubicados en los lugares 17 y 18 de cada grupo descendían a la Promoción de Bélgica; y los equipos que quedaban en el lugar 16º jugaban un play-off por la permanencia ante un representante de la Promoción de Bélgica.
El tercer puesto de la Tercera División se enfrentaba también en un play-off al equipo que ocupaba el lugar 16º de la Segunda División de Bélgica para buscar el ascenso. Los equipos que conseguían el ascenso a la Segunda División de Bélgica para ser confirmados en el segundo nivel debían haber tenido más victorias que derrotas en los últimos tres torneos para poder obtener el permiso para jugar en el segundo nivel.

## Ediciones anteriores

### Lista de Campeones

#### Promoción A, Promoción B y Promoción C (1926-1931)
| Año     | Campeón Promoción A | Campeón Promoción B | Campeón Promoción C | Observaciones |
| ------- | ------------------- | ------------------- | ------------------- | --- |
| 1926-27 | Courtrai Sport      | CS Tongrois         | Fléron FC           | |
| 1927-28 | AS Renaisien        | Vilvorde FC         | Tubantia AC         | |
| 1928-29 | SK Roulers          | R Charleroi SC      | RC Montegnée        | |
| 1929-30 | Crossing Schaerbeek | FC Belgica Edegem   | EFC Hasselt         | |
| 1930-31 | AS Ostende          | Hoboken SK          | RC Tirlemont        | debido a la ampliación de Segunda División, un gran número de equipos ascendieron: Promoción A: FC Renaisien, Knokke FC, Sint-Niklaassche SK Promoción B: Borgerhousche SK, White Star AC, Boom FC, FC Bressoux Promoción C: RFC Sérésien, RCS Verviétois, R. Stade Louvaniste, Turnhousche SK HIH |

#### Promoción A, Promoción B, Promoción C y Promoción D (1931-1952)
| Año     | Campeón                                         | Ganador Promoción A                             | Ganador Promoción B                             | Ganador Promoción C                             | Ganador Promoción D                             |
| ------- | ----------------------------------------------- | ----------------------------------------------- | ----------------------------------------------- | ----------------------------------------------- | ----------------------------------------------- |
| 1931-32 |                                                 | SV Blankenberghe                                | Oude God Sport                                  | Union Hutoise FC                                | Stade Waremmien                                 |
| 1932-33 |                                                 | CS Saint-Josse                                  | Cappellen FC                                    | Wallonia Namur                                  | Patria Tongres                                  |
| 1933-34 |                                                 | ARA Termonde                                    | Oude God Sport                                  | RRFC Montegnée                                  | AS Herstal                                      |
| 1934-35 |                                                 | VG Ostende                                      | FC Duffel                                       | La Louvière Centre                              | Waterschei SV                                   |
| 1935-36 |                                                 | R Union Hutoise                                 | OC Charleroi                                    | R Stade Louvain                                 | SC Eendracht Alost                              |
| 1936-37 |                                                 | R Charleroi SC                                  | FC Wilryck                                      | R Vilvorde FC                                   | AS Renaix                                       |
| 1937-38 |                                                 | CS Visétois                                     | RE Hasselt                                      | Racing Club de Bruxelles                        | AS Ostende                                      |
| 1938-39 |                                                 | R Fléron FC                                     | RCS Hallois                                     | RRC Tournai                                     | Herenthals SK                                   |
| 1939-41 | Ligas suspendidas por la Primera Guerra Mundial | Ligas suspendidas por la Primera Guerra Mundial | Ligas suspendidas por la Primera Guerra Mundial | Ligas suspendidas por la Primera Guerra Mundial | Ligas suspendidas por la Primera Guerra Mundial |
| 1941-42 |                                                 | Vigor Hamme                                     | Verbroedering Geel                              | CS Andennais                                    | Tongerse Club                                   |
| 1942-43 |                                                 | RFC Liégeois                                    | Stade Nivellois                                 | Sint-Niklaas SK                                 | R Courtrai Sport                                |
| 1943-44 |                                                 | RCS Hallois                                     | RC Lokeren                                      | UR Namur                                        | Beringen FC                                     |
| 1944-45 | Ligas suspendidas por la Segunda Guerra Mundial | Ligas suspendidas por la Segunda Guerra Mundial | Ligas suspendidas por la Segunda Guerra Mundial | Ligas suspendidas por la Segunda Guerra Mundial | Ligas suspendidas por la Segunda Guerra Mundial |
| 1945-46 |                                                 | SC Meenen                                       | Mol Sport                                       | Cappellen FC                                    | Stade Waremmien                                 |
| 1946-47 |                                                 | Winterslag FC                                   | Gosselies Sport                                 | FC Bressoux                                     | SK Roeselare                                    |
| 1947-48 | US Tournai                                      | US Tournai                                      | CS Verviers                                     | US Centre                                       | Sint-Truiden                                    |
| 1948-49 | desconocido                                     | R Albert Elisabeth Club Mons                    | AS Ostende                                      | AS Herstal                                      | Union Hutoise                                   |
| 1949-50 | Tubantia FC                                     | FC Izegem                                       | Dendermonde                                     | Tubantia FC                                     | Helzold                                         |
| 1950-51 | RRC de Gand                                     | Daring Leuven                                   | RRC de Gand                                     | Waterschei Thor                                 | Rupel SK                                        |
| 1951-52 | UR Namur                                        | UR Namur                                        | RC Tournai                                      | Tubantia AC                                     | Patria Tongeren                                 |

#### Tercera División A y Tercera División B (1952-1998)
| Año     | Campeón A                  | Campeón B                  | Ganador de la eliminatoria |
| ------- | -------------------------- | -------------------------- | --- |
| 1952-53 | Tubantia Borgerhot         | R Uccle Sport              | |
| 1953-54 | KFC Izegem                 | SRU Verviers               | |
| 1954-55 | KFC Herentals              | RRC Tournaisien            | |
| 1955-56 | RCS Brugeois               | Patro Eisden               | |
| 1956-57 | KFC Diest                  | KSC Eendracht Aalst        | |
| 1957-58 | RFC Sérésien               | RFC Renaisien              | |
| 1958-59 | Racing Club Bruxelles      | Olse Merksem SC            | |
| 1959-60 | KFC Turnhout1              | UR Namur1                  | |
| 1960-61 | AS Oostende KM             | KFC Herentals              | |
| 1961-62 | KRC Mechelen               | R. Crossing-Club Molenbeek | |
| 1962-63 | KSV Waregem                | K. Boom FC                 | |
| 1963-64 | K Waterschei Thor Genk     | K. Sint-Niklaasse SK       | |
| 1964-65 | K Willebroekse SV          | RFC Sérésien               | |
| 1965-66 | KRC Mechelen               | SK Beveren-Waas            | |
| 1966-67 | RRC Tournaisien            | RRC Tirlemont              | |
| 1967-68 | FC Turnhout2               | CS Brugeois2               | |
| 1968-69 | KRC Mechelen               | KSV Sottegem               | |
| 1969-70 | RAA Louviéroise            | AS Eupen                   | |
| 1970-71 | KSK Tongeren               | K Boom FC                  | |
| 1971-72 | KSC Lokeren                | KFC Winterslag             | |
| 1972-73 | Olse Merksem SC3           | AS Oostende KM3            | |
| 1973-74 | K Waterschei SV Thor Genk4 | KVG Oostende4              | Debido a la ampliación de Primera División, los equipos de Tercera también ascendieron. Los subcampeones ascendieron directamente a Segunda: R. Tilleur FC (en 3A) y RAEC Mons (en 3B). El RAA Louviéroise ascendió tras una última ronda. |
| 1974-75 | KAA Gent                   | Patro Eisden               | |
| 1975-76 | RU Saint-Gilloise          | AS Eupen                   | |
| 1976-77 | KSC Eendracht Aalst        | KSC Hasselt                | |
| 1977-78 | VC Rotselaar               | KRC Harelbeke              | |
| 1978-79 | R Jet de Bruxelles5        | Hoeselt VV2                | |
| 1979-80 | KSV Oudenaarde             | RFC Seresien               | |
| 1980-81 | K. Stade Leuven            | Witgoor Sports Dessel      | |
| 1981-82 | K. Sint-Niklase S.K.       | VV Overpelt Fabriek        | |
| 1982-83 | Racing Jet de Bruxelles    | K Wuustwezel FC            | |
| 1983-84 | RU Saint-Gilloise          | Patro Eisden               | |
| 1984-85 | RAEC Mons2                 | Verbroedering Geel2        | |
| 1985-86 | RC Harelbeke               | FC Assent                  | |
| 1986-87 | KFC Eeklo                  | Lommel SK                  | |
| 1987-88 | K Stade Leuven             | KFC Germinal Ekeren        | |
| 1988-89 | K Sint-Niklase SK          | KFC Zwarte Leeuw           | |
| 1989-90 | KRC Harelbeke              | FC Turnhout                | |
| 1990-91 | RE Mouscron                | RFC Sérésien               | |
| 1991-92 | KV Oostende                | Beerschot VAC              | |
| 1992-93 | KMSK Deinze                | VC Westerlo                | |
| 1993-94 | RAA Louviéroise            | Patro Eisden               | KVV Overpelt Fabriek |
| 1994-95 | R Cappellen FC             | KFC Tielen                 | KFC Turnhout |
| 1995-96 | ROC Charleroi5             | RFC Lieja5                 | FC Denderleeuw5 |
| 1996-97 | KFC Vigor Wuitens Hamme    | Dessel Sport               | K Sint-Niklase SKE |
| 1997-98 | KSK Roeselare              | KFC Herentals              | RCS Visétois |

1- No se sabe el resultado de la final. 
 
2- No se jugó la final. 

3- Luego de la fusión del R Daring Club Molenbeek (2ª División) y el R Racing White (1ª División), el KV Kortrijk (2º lugar de la Tercera División B) ascendió a la Segunda División de Bélgica luego de siputar un play-off ante el Waterschei SV Thor Genk (2º lugar de la Tercera División A). 

4- Luego de aumentar la cantidad de equipo de la Primera División de Bélgica de 16 a 20, 3 equipos más ascendieron a la Segunda División de Bélgica: R Tilleur FC (2º del Grupo A), RAEC Mons (2º del Grupo B) y el AA La Louvière (3º del Grupo B). 

5- Luego de la fusión entre el Standard Liège y el RFC Sérésien (ambos de la Primera División), el RU Saint-Gilloise (2º del Grupo A y finalista de la eliminatoria) ascendió.

#### Tercera División A y Tercera División B (1998-2016)
| Año       | Ganador 3ª División A      | Ganador 3ª División B       | Ganador de la eliminatoria      |
| --------- | -------------------------- | --------------------------- | ------------------------------- |
| 1998-99   | KSV Ingelmunster           | KVK Tienen                  | KMSK Deinze (2ª división)       |
| 1999-2000 | KFC Strombeek              | RAEC Mons                   | K Heusden-Zolder SK             |
| 2000-01   | KSK Ronse                  | RESC Virton                 | KV Kortrijk6                    |
| 2001-02   | SV Zulte-Waregem           | KAS Eupen                   | KFC Vigor Wuitens Hamme         |
| 2002-03   | K Berchem Sport            | AFC Tubize                  | VC Eendracht Aalst 2002         |
| 2003-04   | KV Red Star Waasland       | RU Saint-Gilloise           | KV Kortrijk                     |
| 2004-05   | Yellow-Red KV Mechelen     | KVSK United Overpelt-Lommel | Oud-Heverlee Leuven             |
| 2005-06   | FC Verbroedering Dender EH | KVK Tienen                  | K Racing Waregem                |
| 2006-07   | RFC Tournai                | ROC de Charleroi-Marchienne | KFC Verbroedering Geel          |
| 2007-08   | KSK Ronse                  | RFC de Liège                | VC Eendracht Aalst 2002         |
| 2008-09   | K Standaard Wetteren       | KFC Turnhout                | R Boussu Dour Borinage          |
| 2009-10   | KSK Heist                  | CS Visé                     | K Rupel Boom FC                 |
| 2010-11   | Eendracht Aalst            | WS Woluwe                   | SK Sint-Niklaas                 |
| 2011-12   | Mouscron Péruwelz          | KFC Dessel Sport            | KSV Oudenaarde                  |
| 2012-13   | Hoogstraten                | RE Virton                   | Geel-Meerhout                   |
| 2013-14   | Racing Mechelen            | KVV Zaventem                | Patro Eisden                    |
| 2014-15   | KVV Coxyde                 | R. Cappellen FC             | KMSK Deinze y RU Saint-Gilloise |
| 2015-16   | KFC Vigor Wuitens Hamme    | KFCO Beerschot Wilrijk      |                                 |

6- Debido a problemas financieros, el KV Kortrijk no ascendió, permitiendo al finalista de la eliminatoria RCS Visétois ascender de una vez.
- Fuente:[2][3][4]

### Palmarés
El siguiente resumen muestra el número de títulos por club (hasta la temporada 2015/16 incluida)
| Club (matrícula)                    | Títulos | Temporada                        |
| ----------------------------------- | ------- | -------------------------------- |
|                                     |         |                                  |
| AS Oostende KM (53)                 | 5       | 1931 · 1938 · 1949 · 1961 · 1973 |
|                                     |         |                                  |
| RFC Sérésien (17)                   | 4       | 1958 · 1965 · 1980 · 1991        |
| KRC Mechelen (24)                   | 4       | 1962 · 1966 · 1969 · 2014        |
| RRC Tournaisien (36)                | 4       | 1939 · 1952 · 1955 · 1967        |
| KSK Ronse (38)                      | 4       | 1928 · 1937 · 2001 · 2008        |
| R. Cappellen FC (43)                | 4       | 1933 · 1946 · 1995 · 2015        |
| K. Tubantia FC (64)                 | 4       | 1928 · 1950 · 1952 · 1953        |
| VC Eendracht Aalst 2002 (90)        | 4       | 1936 · 1957 · 1977 · 2011        |
| KFC Herentals (97)                  | 4       | 1960 · 1968 · 1990 · 1998        |
| KVK Tienen (132)                    | 4       | 1931 · 1967 · 1999 · 2006        |
| KV Turnhout (148)                   | 4       | 1960 · 1968 · 1990 · 2009        |
| K. Sint-Niklase SK (221)            | 4       | 1943 · 1964 · 1982 · 1989        |
| K. Waterschei SV Thor Genk (553)    | 4       | 1935 · 1951 · 1964 · 1974        |
| K. Patro Eisden (3434)              | 4       | 1956 · 1975 · 1984 · 1994        |
|                                     |         |                                  |
| R. Union Saint-Gilloise (10)        | 3       | 1976 · 1984 · 2004               |
| K. Stade Leuven (18)                | 3       | 1936 · 1981 · 1988               |
| KV Oostende (31)                    | 3       | 1935 · 1974 · 1992               |
| KSC Hasselt (37)                    | 3       | 1930 · 1938 · 1977               |
| KSK Tongeren (54)                   | 3       | 1927 · 1942 · 1971               |
| R. Union Hutoise FC (76)            | 3       | 1932 · 1936 · 1949               |
| KSK Roeselare (134)                 | 3       | 1929 · 1947 · 1998               |
| UR Namur (156)                      | 3       | 1944 · 1952 · 1960               |
| KFC Vigor Wuitens Hamme (211)       | 3       | 1942 · 1997 · 2016               |
| ROC de Charleroi-Marchienne (246)   | 3       | 1936 · 1996 · 2007               |
| KRC Harelbeke (1615)                | 3       | 1978 · 1986 · 1990               |
|                                     |         |                                  |
| R. Racing Club de Bruxelles (6)     | 2       | 1938 · 1959                      |
| RCS Brugeois (12)                   | 2       | 1956 · 1968                      |
| R. Charleroi SC (22)                | 2       | 1929 · 1937                      |
| RFC Tournai (26)                    | 2       | 1948 · 2007                      |
| R. Vilvorde FC (49)                 | 2       | 1928 · 1937                      |
| K. Boom FC (58)                     | 2       | 1963 · 1971                      |
| Oude God Sport (68)                 | 2       | 1932 · 1934                      |
| K. Patria FC Tongeren (71)          | 2       | 1933 · 1952                      |
| Racing FC Montegnée (77)            | 2       | 1929 · 1934                      |
| RCS Hallois (120)                   | 2       | 1939 · 1944                      |
| FCO Beerschot Wilrijk (155)         | 2       | 1937 · 2016                      |
| Stade Waremmien (190)               | 2       | 1932 · 1946                      |
| US du Centre (213)                  | 2       | 1935 · 1948                      |
| KSC Lokeren (282)                   | 2       | 1944 · 1972                      |
| KFC Winterslag (322)                | 2       | 1947 · 1972                      |
| KFC Verbroedering Geel (395)        | 2       | 1942 · 1985                      |
| K. Olse Merksem SC (544)            | 2       | 1959 · 1973                      |
| KFC Izegem (935)                    | 2       | 1950 · 1954                      |
| Racing Jet de Bruxelles (4549)      | 2       | 1979 · 1983                      |
|                                     |         |                                  |
| RCS Verviétois (8)                  | 1       | 1948                             |
| KV Mechelen (25)                    | 1       | 2005                             |
| SRU Verviers (34)                   | 1       | 1954                             |
| KFC Diest (41)                      | 1       | 1957                             |
| RFC Renaisien (46)                  | 1       | 1958                             |
| K. Willebroekse SV (85)             | 1       | 1965                             |
| Wallonia A. Namur (173)             | 1       | 1933                             |
| Stade Nivellois (182)               | 1       | 1943                             |
| K. Daring Club Leuven (223)         | 1       | 1951                             |
| SV Sottegem (225)                   | 1       | 1969                             |
| KFC Duffel (284)                    | 1       | 1935                             |
| Hoboken SK (285)                    | 1       | 1931                             |
| Sint-Truidense VV (373)             | 1       | 1948                             |
| Belgica FC Edegem (375)             | 1       | 1930                             |
| Beringen FC (522)                   | 1       | 1944                             |
| Mol Sport (852)                     | 1       | 1946                             |
| KFC Zwarte Leeuw Rijkevorsel (1124) | 1       | 1989                             |
| Helzold FC Zolder (1488)            | 1       | 1950                             |
| KSV Ingelmunster (1574)             | 1       | 1999                             |
| KVV Coxyde (1934)                   | 1       | 2015                             |
| Rupel SK (2138)                     | 1       | 1951                             |
| Lommel United (2554)                | 1       | 2005                             |
| KV Woluwe-Zaventem (3197)           | 1       | 2014                             |
| VC Rotselaar (6909)                 | 1       | 1978                             |